# Balatonfüred
Balatonfüred é uma cidade da Hungria, situada no condado de Veszprém. Tem 46,45 km² de área e sua população em 2019 foi estimada em 12.923 habitantes.